# St. Bartholomäus und St. Nikolaus (Ziegenrück)

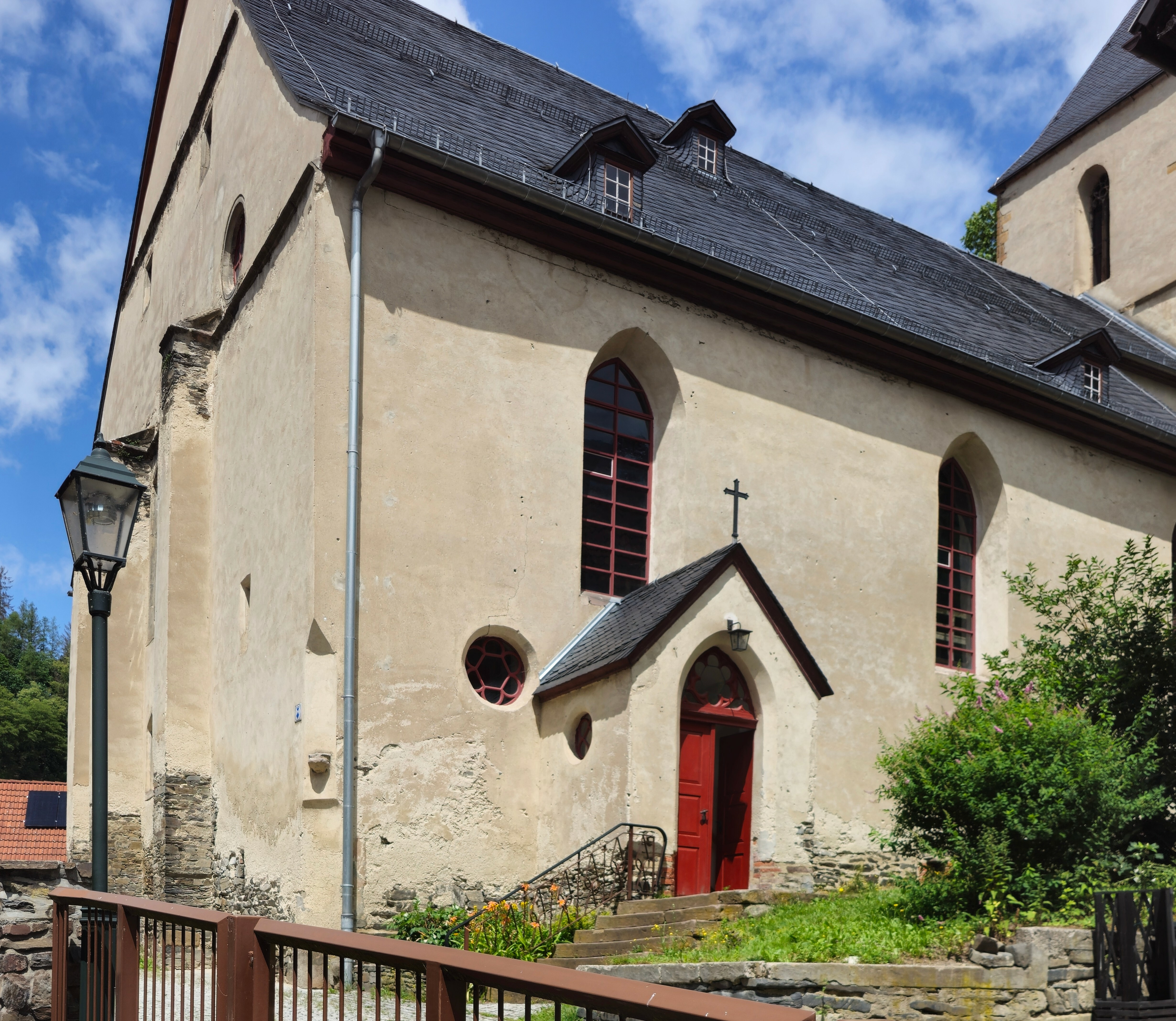
Stadtkirche Ziegenrück

Die evangelische Stadtkirche St. Bartholomäus und St. Nikolaus steht in der Stadt Ziegenrück im Saale-Orla-Kreis in Thüringen.

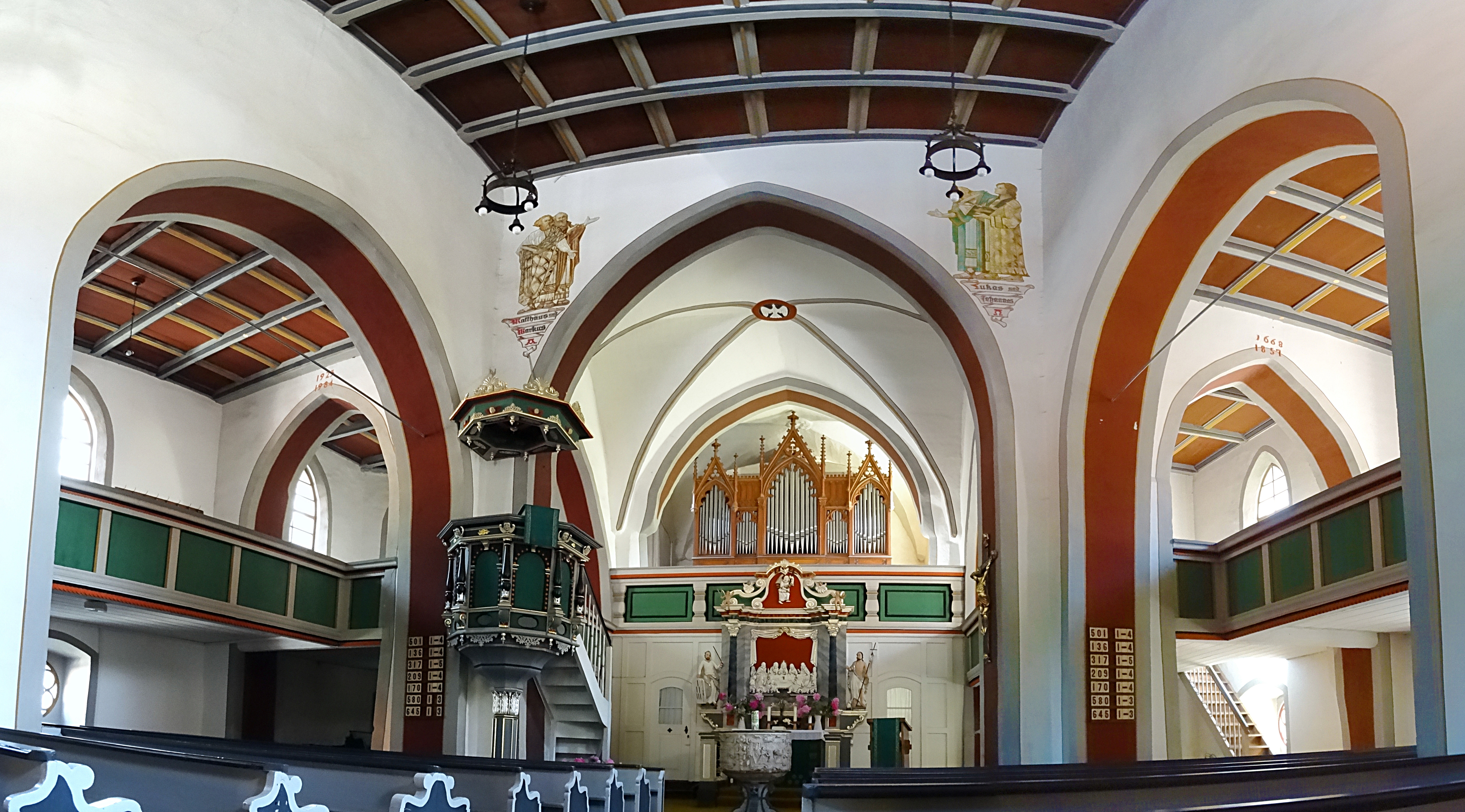
Innenraum-Panorama

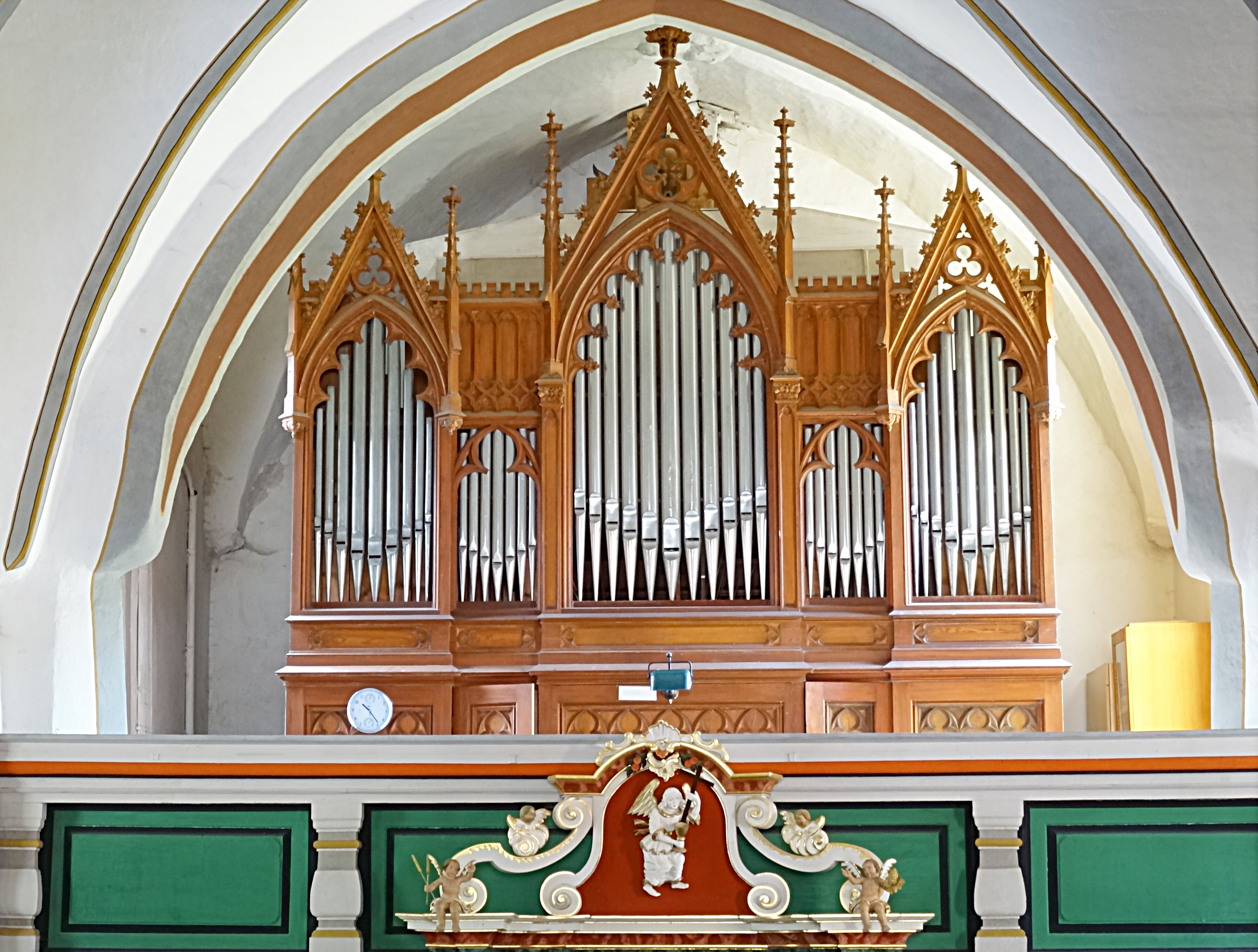
Orgel von Alfred Kühn (1899)

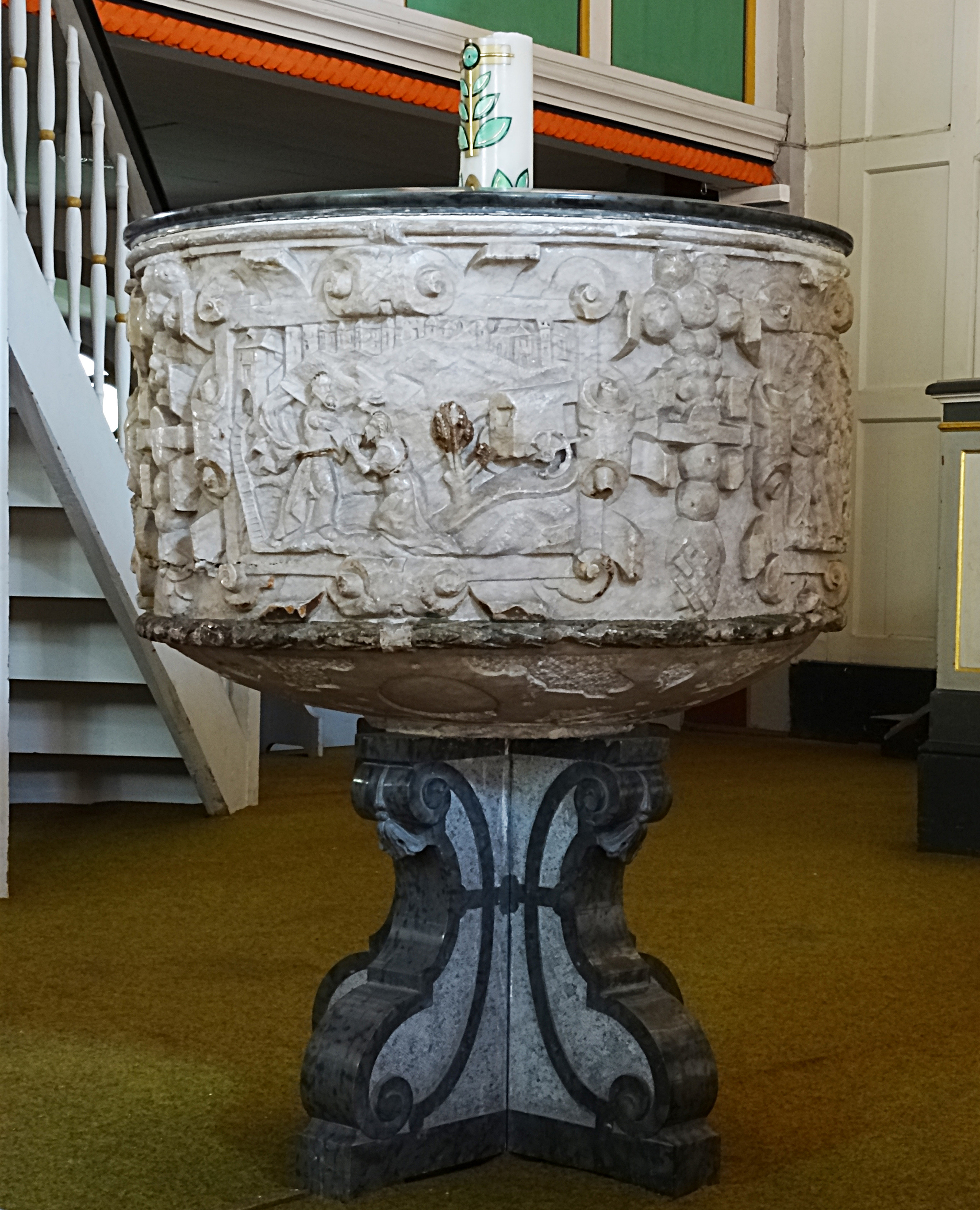
Alabaster-Taufstein

## Geschichte
Das 800 Jahre alte Gotteshaus wurde um 1214 gebaut. An einem Stein am Kirchturm soll einst die Jahreszahl 1222 gestanden haben. 1656 brannte das Gotteshaus ab und der Wiederaufbau dauerte von 1660 bis 1668. Die Stadtkirche, die sich mit dem Westgiebel zum Markt wendet, ist dreischiffige, flachgedeckte, zweijochige Stufenhalle, der ein kreuzgratgewölbtes Chorquadrat sich anschließt. Der Altar kam in die Vierung und das Chorquadrat wurde Sakristei. Darüber steht nun die Orgel von Alfred Kühn aus dem Jahr 1899. Die Ausmalung stammt von Prof. Jöher aus Dortmund, die Kuppa des Alabaster-Taufsteins hat sich noch erhalten, die in vier Kartuschen Reliefs biblischer Szenen von Christoph Franck 1613 aus Rosau zeigt.
Vor dem Chorquadrat erhebt sich der Turm, der mit einem niedrigen Zeltdach bedeckt ist.
Der Zugang zum Langhaus liegt an der Südseite. Die Fenster sind spitzbogig.
Die Hanglage der Kirche erforderte bedeutende Umbauten.

## Die jüngste Vergangenheit
1984 wurde die Stadtkirche von Ziegenrück ausführlich restauriert.
2010 hat der in Ziegenrück geborene und in Lohmar lebende Enrico Steckert mit dem in Australien lebende Richard Apel, Bleiglasscheiben gefertigt und seiner Kirche in Ziegenrück spendiert.